# 텔레라디오 몰도바
텔레라디오 몰도바(루마니아어: Teleradio-Moldova, TRM)는 몰도바의 국영 방송국이다. 텔레비전 채널인 TV 몰도바 1(TV Moldova 1), 라디오 채널인 라디오 몰도바(Radio Moldova), 몰도바 국제방송(Radio Moldova Internațional), Radio Moldova Tineret을 보유하고 있다. TRM은 1993년 1월 1일부터 유럽 방송 연맹(EBU)의 정회원에 가맹되었다. 이전 명칭은 Radioteleviziunea Nationala din Moldova (RTNM)였다.

## 역사

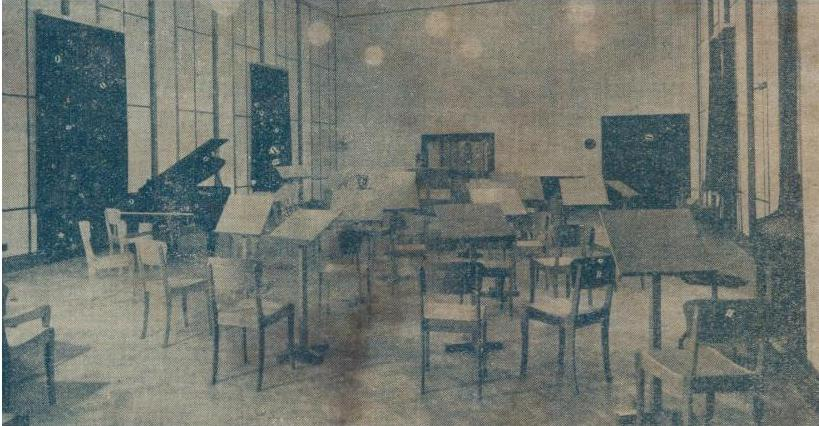
1940년 당시 라디오 키시너우

몰도바의 라디오 방송은 1928년 11월 1일에 부쿠레슈티에서 루마니아 라디오 방송 회사를 통한 방송에서부터 시작되었다. 1930년 10월 30일 티라스폴에서 소련의 라디오 방송에 4kW의 출력으로 방송을 시작하였으며 반루마니아 선전의 기반이 되었다. 이후 1936년 베사라비아 전 영역까지 확대되었다. 이에 대응하여 1937년 루마니아 라디오 방송 회사는 키시너우 시청을 통하여 키시너우의 첫 라디오 방송국을 열었다. 시험 방송은 1939년 6월 초기에 시작하였으며, 키시너우에서 마르코니 회사에 의해 설치된 송신기는 루마니아에서 최대 수준이었다.
그렇게 1939년 10월 8일 루마니아 라디오 방송 회사의 두 번째 지역국인 라디오 베사라비아(Radio Basarabia)가 설립되었다. 그리고 키시너우에서 루마니아어와 러시아어로 방송을 시작하였다. 종교 방송은 키시너우의 그리스도의 탄생 성당에서 처음 시작되었다. 방송 출력은 20kW에서 200kW로 확대되어 인근의 모스크바나 레닌그라드 인근에서도 청취되었다. 라디오 베사라비아는 6개의 서비스 부서를 이루었으며 각각 사무국,기술 서비스,서비스 프로그램,행정 서비스,소송 부서,상업 부서가 있다. 1940년 6월 소련의 베사라비아·북부 부코비나 점령으로 백업소재, 인사 및 아카이브의 대부분을 Huși에서 철회하였으나 송신기는 그대로 두었다. 붉은 군대는 건물을 파괴하였고, 잔량의 라디오 방송 가동 인부들의 시신은 우물에서 발견되었다.
1958년 Nicolae Lupan이 텔레라디오 몰도바의 초대 수석 편집자가 되었다. 1958년 4월 30일에 텔레비전 방송(현 TV 몰도바 1)을 시작하였다. 일주일에 2~3회로 하루 2~3시간에 방송하였다. 1996년에 하루 방송 시간을 13시간까지 확대하였고, 현재는 24시간 종일방송을 실시하고 있다.
1992년 몰도바 국제방송이 개국되었으며 루마니아어, 영어, 프랑스어, 스페인어, 러시아어로 방송되었다.

## 사진첩

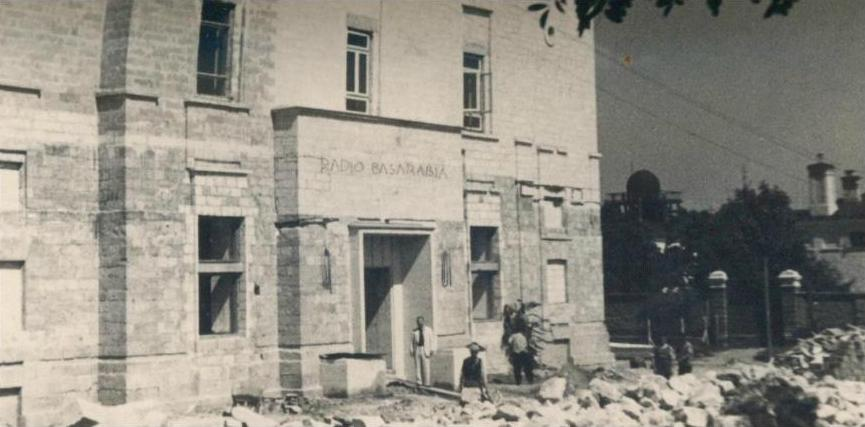
1937년 키시너우에서 공사중인 라디오 베사라비아 방송 사옥
TV 몰도바 1 로고